# Klaus Köberle
Klaus Köberle (* 11. Februar 1931 in Hamburg; † 24. Januar 2008) war ein deutscher Politiker (BHE, CDU). Er war von 1960 bis 1967 Mitglied des Landtags von Schleswig-Holstein. Köberle gilt als einer der Gründer der Christlich-Demokratischen Arbeitnehmerschaft (CDA) Schleswig-Holstein, deren Erster Vorsitzender er 1971 wurde.

## Leben und Beruf
Köberle besuchte vor 1945 die Volksschule und die Oberschule, zunächst in Berlin, bei Kriegsende war er im Internat in Leiperitz im Sudetenland. Der damals 14-jährige Köberle floh zu Fuß nach Eutin zu seinen Großeltern. Dort arbeitete er nach der Flucht in der Landwirtschaft und als Drechsler. Nachdem er die Oberschule fortgesetzt hatte, machte er 1949 Abitur. Er studierte als Werkstudent Rechts- und Staatswissenschaften in Kiel. Er arbeitete zunächst als Sachbearbeiter, dann als Abteilungsleiter bei der Landesbank und Girozentrale Schleswig-Holstein (Wirtschaftsfonds für Flüchtlinge) in Kiel. Nach seinem Ausscheiden aus dem Landtag war er als Geschäftsführer der Landesgarantiekasse zur Rettung und Ansiedlung von Arbeitsplätzen tätig, dann in der WOBAU, und danach wieder als Geschäftsführer der Bürgschaftsbank.

## Politik
Köberle ist 1950 Gründungsmitglied des BHE geworden. Im Jahr 1955 verließ er den BHE und trat in die CDU und in die Junge Union ein. Köberle war von 1961 bis 1964 schleswig-holsteinischer Landesvorsitzender der Jungen Union. Später war er zeitweilig Mitglied des Landesvorstands der CDU sowie Vorsitzender des Landesfachausschusses für Sozialpolitik.
Köberle kandidierte 1958 bei der Landtagswahl, verpasste aber zunächst den Einzug ins Landesparlament. Er wurde dann am 16. Februar 1960 Mitglied des schleswig-holsteinischen Landtags, als er während der vierten Wahlperiode für den verstorbenen Hans Jakob Franzenburg in den Landtag nachrückte. Bei der folgenden Landtagswahl im Jahr 1962 wurde er über die CDU-Landesliste in den Kieler Landtag gewählt und war Abgeordneter bis zum 28. April 1967. Während dieser Zeit war der Jurist und Bankfachmann Köberle als Experte im Finanzausschuss tätig. Daneben war er als engagierter Sozialpolitiker im damals noch als Ausschuss für Volkswohlfahrt bezeichneten Sozialausschuss tätig. Der Landtag beschloss im Jahr 1967 die Unvereinbarkeit eines Abgeordnetenmandats mit beruflicher Tätigkeit in Unternehmen, an denen das Land beteiligt war, daraufhin entschied Köberle sich für seinen Beruf und nicht Berufspolitiker zu werden.
Köberle war aber weiterhin ehrenamtlich politisch aktiv, er engagierte sich auf dem christlich-sozialen Flügel der CDU. Er gilt als Gründer der CDA Schleswig-Holstein. Er war seit 1966 an der Vorbereitung beteiligt und nachdem der CDU-Landesparteitag im Dezember 1970 die CDA als Vereinigung der CDU bestätigt hatte, wurde Köberle 1971 Erster Vorsitzender der CDA Schleswig-Holstein. Der Erfolg der CDA prägte auch die CDU mit, die sich dadurch in Schleswig-Holstein weiter zur Volkspartei entwickelte.
Köberle war Vorstandsmitglied der Gewerkschaft Handel, Banken und Versicherungen.